# Georg Ohm
Pour les articles homonymes, voir Ohm.
Georg Simon Ohm, né le 16 mars 1789 à Erlangen et mort à 65 ans le 6 juillet 1854 à Munich, est un physicien allemand ayant étudié à l'université d'Erlangen.
Professeur d'université, Ohm a commencé ses travaux de recherche par une étude sur la cellule électrochimique récemment inventée par Alessandro Volta. En utilisant du matériel de sa propre invention, Ohm a découvert l'existence d'une relation de proportionnalité directe entre la différence de potentiel appliquée aux bornes d'un conducteur et le courant électrique qui le traverse, ce qu'on appelle maintenant la loi d'Ohm. Ces résultats expérimentaux lui ont permis de déterminer les relations fondamentales entre courant, tension et résistance électrique, ce qui constitue le début de l'analyse des circuits électriques.
L'ohm, unité de mesure de résistance électrique, est nommé en son honneur.

## Biographie

### Jeunesse
Georg Simon Ohm est né à Erlangen en Franconie, fils de Johann Wolfgang Ohm, serrurier, et de Maria Elizabeth Beck, la fille d'un tailleur d'Erlangen. Bien que ses parents n'aient pas fait d'études supérieures, le père d'Ohm était un homme respecté et un autodidacte qui a lui-même donné à son fils une excellente éducation.
Certains des frères et sœurs d'Ohm meurent en bas âge et seuls trois survivent : lui, son plus jeune frère Martin qui deviendra un célèbre mathématicien et sa sœur Elizabeth Barbara. Sa mère meurt lorsqu'il a dix ans.
Depuis leur plus jeune enfance, Georg et Martin reçoivent de leur père des enseignements de très bon niveau en physique, mathématiques, chimie et philosophie. Georg Simon fréquente le lycée d'Erlangen de onze à quinze ans et il y reçoit une éducation scientifique très restreinte, contrastant avec les enseignements de son père. Cette caractéristique ressemble à celle de la famille de Bernoulli, comme le remarquera Karl Christian von Langsdorf, un de ses professeurs à l'Université d'Erlangen.

### Vie universitaire

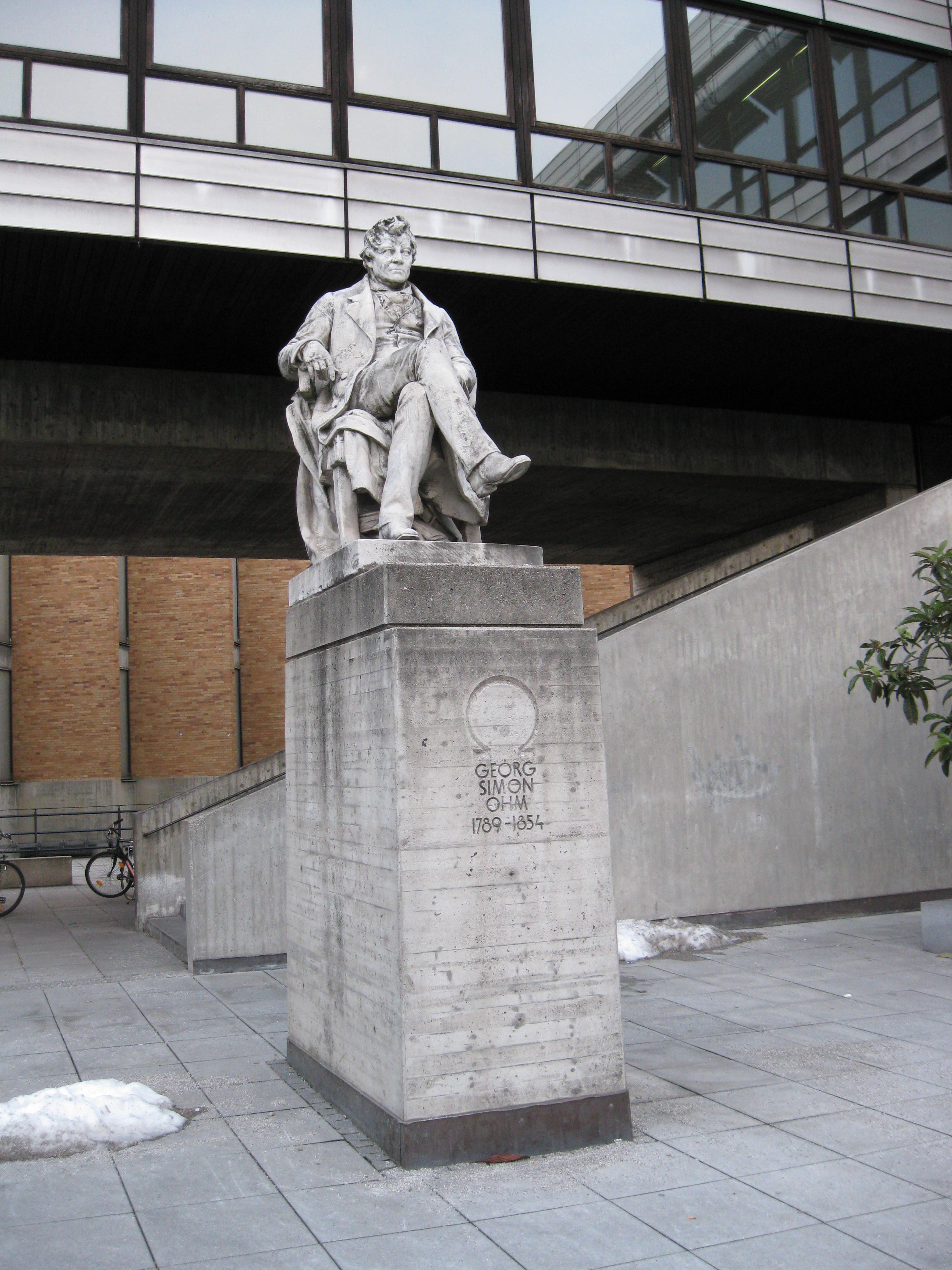
Statue en mémoire de Georg Ohm à l'Université technique de Munich.

En 1805, à l'âge de quinze ans, Ohm entre à l'université d'Erlangen où Karl Christian von Langsdorf, notamment, lui enseigne les mathématiques. Au lieu de se concentrer sur ses études, il passe son temps à danser, à faire du patin à glace et à jouer au billard. Son père, en colère devant le gâchis de ses possibilités, l'envoie en Suisse où, en 1806, il prend un poste de professeur de mathématiques dans une école, l'Institution Gottstadt près de Nidau.
Karl Christian von Langsdorf quitte l'université d'Erlangen au début de l'année 1809 pour prendre un poste à l'Université de Heidelberg et Ohm veut l'y accompagner pour recommencer ses études  mathématiques. Langsdorf, cependant, conseille à Ohm de continuer ses études de mathématiques par lui-même et de lire les travaux d'Euler, Laplace et Lacroix. Plutôt réticent, Ohm suit le conseil mais quitte son poste d'enseignant à l'Institution Gottstadt en mars 1809 pour devenir précepteur à Neuchâtel pendant deux ans. En avril 1811 il retourne à l'université d'Erlangen.

### Carrière enseignante
Ces études lui sont utiles pour obtenir son doctorat de l'université d'Erlangen le 25 octobre 1811 et rejoindre immédiatement l'équipe enseignante comme maître de conférences en mathématiques. Après trois semestres, Ohm abandonne son poste universitaire en raison de perspectives peu encourageantes, alors même qu'il a du mal à vivre de son salaire. Le gouvernement bavarois lui offre alors un poste de professeur de mathématiques et de physique dans une école de mauvaise qualité à Bamberg ; il l'accepte en janvier 1813. Malheureux dans son travail, il se consacre à la rédaction d'un livre de géométrie élémentaire afin de prouver ses véritables capacités. L'école ferme en février 1816 et le gouvernement l'envoie dans une école surpeuplée de Bamberg pour aider à l'enseignement des mathématiques.
Il envoie son manuscrit une fois achevé au roi Frédéric-Guillaume III de Prusse qui, satisfait de son travail, lui offre un poste au lycée jésuite de Cologne le 11 septembre 1817. Grâce à la réputation de cette école dans l'enseignement des sciences, Ohm se retrouve à enseigner aussi bien les mathématiques que la physique. Le laboratoire de physique étant bien équipé, il se consacre à des expérimentations ; fils de serrurier, il a une connaissance pratique des appareils mécaniques.
Il entre à l'école polytechnique de Nuremberg en 1833 et en 1852 devient professeur de physique expérimentale à l'université de Munich, où il meurt un peu plus tard.

## Découverte de la loi d'Ohm

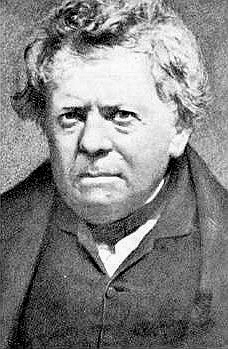
George Ohm.

Ce qui est actuellement connu sous le nom de loi d'Ohm est apparu dans le livre Die galvanische Kette, mathematisch bearbeitet (« Le circuit galvanique étudié mathématiquement ») (1827) dans lequel il fournit une théorie complète de l'électricité. Le livre commence par les bases mathématiques nécessaires à la compréhension du reste du travail. Ohm présente sa théorie comme reposant sur des actions de contact, par opposition au concept d'action à distance. Il pensait que la propagation de l'électricité se réalisait entre « particules contiguës » qui est le terme qu'il employait lui-même. Le livre repose sur cette idée, et notamment sur l'illustration des différences d'approches scientifiques par rapport aux travaux de Fourier et Navier.

## Loi acoustique d'Ohm
Édictée en 1843, la loi acoustique d'Ohm, parfois appelée « loi de phase acoustique » ou simplement « autre loi d'Ohm », énonce qu'un son musical est perçu par l'oreille comme un ensemble d'un certain nombre de sons harmoniques purs constitutifs. Il est néanmoins établi que cette loi n'est pas tout à fait exacte.

## Études et publications
Ses écrits sont nombreux. Le plus connu est sa brochure publiée à Berlin en 1827, Die galvanische Kette mathematisch bearbeitet. Ce travail, dont les prémisses sont apparues durant les deux années précédentes dans les journaux de Schweigger et Poggendorff, a exercé une influence importante dans le développement de la théorie sur le courant électrique. Le nom d'Ohm a été introduit dans la terminologie de la science électrique par le biais de la loi d'Ohm (qu'il fut le premier à publier dans  Die galvanische Kette...), et a également été donné à l'unité dérivée du Système international pour la résistance, l'ohm.
Bien que ces travaux aient fortement influencé les théories ultérieures, ils ont été initialement fraîchement accueillis. Cependant ses travaux ont finalement été reconnus par la Royal Society qui lui décerne la médaille Copley en 1841. Il devient membre étranger de la Royal Society en 1842, et en 1845 membre de l'académie bavaroise des sciences.

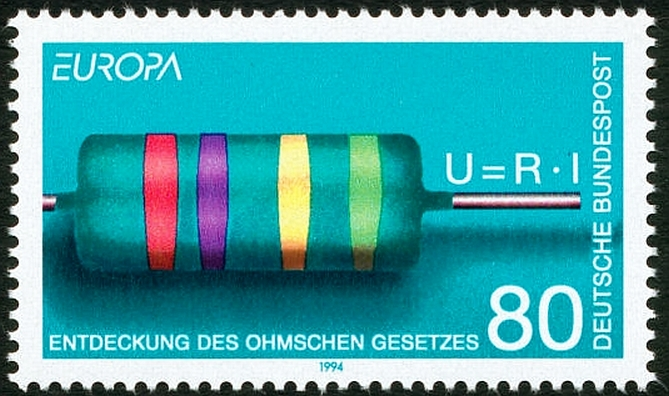
La découverte de la Loi d'Ohm, timbre émis par la poste allemande le 5 mai 1994.

### Travaux
- Grundlinien zu einer zweckmäßigen Behandlung der Geometrie als höheren Bildungsmittels an vorbereitenden Lehranstalten / entworfen (Guidelines for an appropriate treatment of geometry in higher education at preparatory institutes / notes)

Erlangen : Palm und Enke, 1817. - XXXII, 224 S., II Faltbl. : graph. Darst. (PDF, 11.2 MB)
- Die galvanische Kette : mathematisch bearbeitet (The Galvanic Circuit Investigated Mathematically)

Berlin : Riemann, 1827. - 245 S. : graph. Darst. (PDF, 4.7 MB)
- Elemente der analytischen Geometrie im Raume am schiefwinkligen Coordinatensysteme (Elements of analytic geometry concerning the skew coordinate system)

Nürnberg : Schrag, 1849. - XII, 590 S. - (Ohm, Georg S.: Beiträge zur Molecular-Physik ; 1) (PDF, 81 MB)
- Grundzüge der Physik als Compendium zu seinen Vorlesungen (Fundamentals of physics: Compendium of lectures)

Nürnberg : Schrag, 1854. - X, 563 S. : Ill., graph. Darst. Erschienen: Abth. 1 (1853) - 2 (1854) (PDF, 38 MB)
- (de) Bibliographie et fichiers PDF de tous les articles et livres de Georg